# IntelliJ IDEA
IntelliJ IDEA je komerční vývojové prostředí pro programování v jazycích Java, Groovy a dalších.

## Výrobce
Společnost pro výrobu programového vybavení JetBrains byla založena v roce 2000 jako soukromá firma. Zakladateli jsou Sergey Dmitriev, Evgenij Beliajev a Valentin Kipiatkov. V dnešní době kanceláře firmy fungují v Petrohradě, Bostonu, Moskvě a Mnichově. Sídlo firmy se nachází v Praze.
JetBrains zpracovává širokou škálu nástrojů, které pokrývají všechny aspekty průběhu práce v týmu: kódování, ladění, statická analýza kódu, jednotkové testy, analýza pokrytí kódu, sledování chyb, běžná integrace, profilování výkonu a paměti.

## Historie
První verze IntelliJ IDEA byla vydána v lednu 2001 a brzy si získala rozsáhlou uživatelskou základnu. Jako jedno z prvních[ujasnit][zdroj?] IDE pro Javu nabídlo integrovanou sadu nástrojů pro refaktoring kódu.

## Verze
Od verze 9.0 IntelliJ IDEA je dostupná ve dvou verzích (edicích): Community Edition a Ultimate Edition.
Community Edition je open-source verze, která je přístupna pod licencí Apache 2.0. Je v ní realizována podpora následujících komponent:
- systémy pro správu verzí: CVS, Subversion, Git&GitHub, Mercurial;
- jazyková podpora: Java, Groovy, XML, Regexp; jazyky, dostupné přes bezplatný plugin: Scala, Clojure;
- rámce a technologie: OSGi (je dostupný přes bezplatný plugin)

Ultimate Edition je plně vybavené komerční vývojové prostředí s kompletní sadou nástrojů a integrací s nejvýznamnějšími technologiemi a rámci. Navíc je v ní realizována podpora následujících komponent:
- systémy pro správu verzí: Team Foundation Server, ClearCase, Perforce a Visual SourceSafe;
- jazyková podpora: SQL, HTML, XHTML, CSS, XSL, XPath, FreeMarker/Velocity, JavaScript/ActionScript, PHP; jazyky, dostupné přes bezplatný plugin: Ruby/JRuby a Python;
- rámce a technologie: Grails, JSP, Servlets, JavaServer Faces, Enterprise Java Beans (EJB), Web Beans, Adobe Flex, AIR, Google Web Toolkit (GWT), Spring, Hibernate, Java Persistence API (JPA), JAX-WS, Apache AXIS, Google App Engine aj.;
- aplikační servery: Apache Tomcat, GlassFish, JBoss, WebLogic, WebSphere, Geronimo a Resin[3]

## Získaná ocenění
- Info World's 2011 Technology of the Year – nejlepší vývojové prostředí pro Javu
- Jolt Productivity Award #1 – vítězství v kategorii Vývojová prostředí
- ComponentSource Bestselling Publisher Awards 2009–2010 – JetBrains se dostal do Top 10 kvůli vysokým celosvětovým prodejům ReSharper, IntelliJ IDEA a dotTrace
- ComponentSource Bestselling Products 2008 – IntelliJ IDEA se dostala do Top 50
- Jolt Productivity Awards 2008 – vítězství v kategorii Vývojová prostředí
- SD Times 100 v 2008 – vítězství
- Jolt Productivity Awards 2007 – vítězství IntelliJ IDEA jako Produktivního vývojového prostředí a Nástroje pro vývoj webových aplikací
- Java Developer's Journal 2006 – Volba redakce: Nejlepší Java IDE
- JavaMagazin 2006 – Volba čtenářů
- Java Developer's Journal 2005 – Volba čtenářů v kategorii Nejlepší Java IDE
- Software Development Magazine 2005 – Volba čtenářů v kategorii Nejlepší technická podpora (malé až středně velké firmy)
- Java Developer's Journal 2004 – Volba redakce

a další